# Svesci (Kršćanska sadašnjost)
Svesci, hrvatski katolički teološki časopis. Iz njega je izrastao časopis koji je u svezi s međunarodnim katoličkim teološkim časopisom Communiom, koji je počeo izlaziti 5 godina poslije.

## Povijest
Prvi je broj izašao 1967. godine. Uređivao ga je Tomislav Janko Šagi-Bunić. 1969. godine nastavio je izlaziti pod novi ISSN-om 0352-8391 i izdavač je bio Centar za koncilska istraživanja, dokumentaciju i informacije "Kršćanska sadašnjost", iz tih novih Svezaka nastao je časopis Svesci - Communio.

## Vanjske poveznice
- Kršćanska sadašnjost Communio